# غوستاف بيرغستروم
غوستاف بيرغستروم (بالسويدية: Gustaf Bergström)‏ (4 يوليو 1884 بغوتنبرغ في السويد - 9 فبراير 1938 بغوتنبرغ في السويد) هو لاعب كرة قدم سويدي في مركز الهجوم، شارك في الألعاب الأولمبية الصيفية 1908. وشارك مع منتخب السويد لكرة القدم. أما مع النوادي، فقد لعب مع نادي أورغريته.

## وصلات خارجية
- غوستاف بيرغستروم على موقع الاتحاد الدولي (مؤرشف)  (الإنجليزية)
- غوستاف بيرغستروم على موقع اتحاد السويد (السويدية)
- غوستاف بيرغستروم على موقع قاعدة بيانات كرة القدم.إي يو (الإنجليزية)
- غوستاف بيرغستروم على موقع ناشيونال فوتبول تيمز (الإنجليزية)
- غوستاف بيرغستروم على موقع أوليمبيديا (الإنجليزية)
- غوستاف بيرغستروم على موقع اللجنة الأولمبية السويدية (السويدية)